# 蓝翅西番莲
蓝翅西番莲（学名：Passiflora alato-caerulea）为西番莲科西番莲属下的一个种。

## 扩展阅读
- 維基物種上的相關：蓝翅西番莲